# Alalá (Los nietos de los celtas)
Alalá (los nietos de los celtas) és una pel·lícula espanyola estrenada de comèdia del 1934 rodada a Galícia, dirigida per l'alemany Adolf Trotz i amb argument basat en la novel·la titulada Los nietos de los celtas, de Rafael López de Haro.

## Argument
Quan és nen, Jorge Samiera emigra a Buenos Aires amb del seu oncle Jorge, un home amb la seva economia resolta i que no té descendència. Quinze anys després torna a Galícia, per heretar les seves possessions. Llavors sent necessitat de conèixer el seu passat. Una ‘meiga’, Úrsula, li diu que és fill de Teresa, però li adverteix que no s'acosti a la població de Portomar.

## Repartiment
- Ricardo Núñez
- María Rod
- Antoñita Colomé
- José Baviera
- Cristina Vélez
- Manuel Arbó
- Félix de Pomés
- Carmen Revilla
- Francisco Alfonso de Villagómez
- José María Lado
- Teresa Molgosa
- Emili Vendrell

## Comentaris
La pel·lícula va ser rodada a Pontevedra, Vigo, Rianxo i Barcelona, realitzada per un alemany, amb fotografia d'un danès i muntatge d'un rus. No va assolir massa èxit.